# Cirurgia plàstica i reparadora

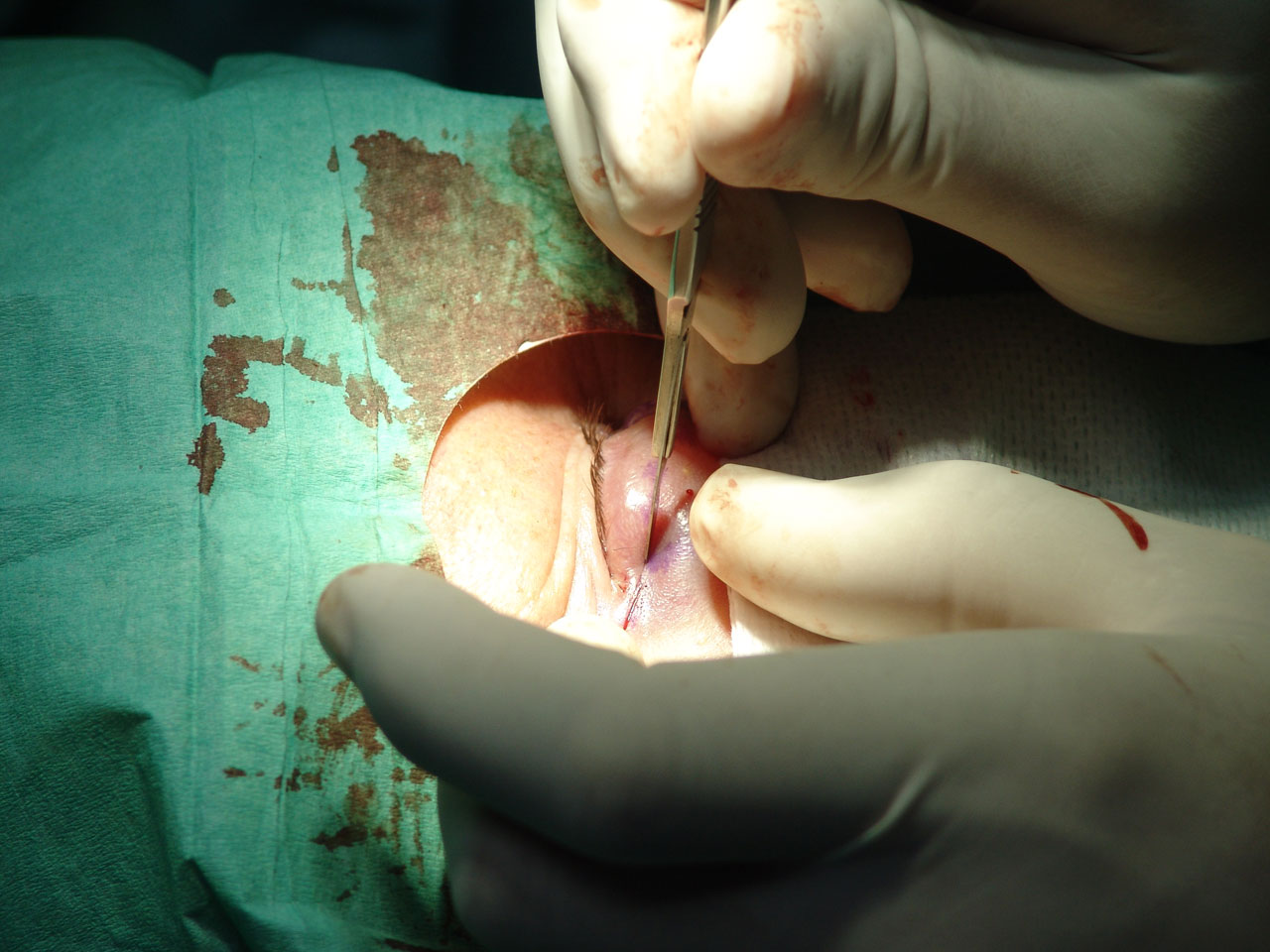
Blefaroplàstia, procediment quirúrgic propi de la cirurgia plàstica i reparadora.

La cirurgia plàstica i reparadora és l'especialitat de la medicina que mitjançant la cirurgia busca reconstruir les deformitats i corregir les deficiències funcionals mitjançant la transformació del cos humà. La paraula "plàstica" és originària del grec πλαστικός (plastikós) que significa modelar o transformar.
La finalitat és que el pacient que ha nascut amb un defecte congènit o ha sofert un accident que li ha fet perdre la funció arribi a la normalitat tant en el seu aspecte com en la funció del seu cos. També permet brindar la millorança estètica al remodelar cossos per a fer-los més bells.
La cirurgia plàstica s'ha dividit des d'un punt de vista pràctic en dos camps d'acció: 
- Cirurgia reconstructiva o reparadora, que inclou a la microcirurgia, està enfocada a dissimular i reconstruir els efectes destructius d'un accident o trauma. La cirurgia reconstructiva fa ús de tècniques d'osteosíntesi, trasllat de teixits mitjançant penjalls i trasplantaments autòlegs de parts del cos sanes a les afectades.
- Cirurgia estètica (o cosmètica) és realitzada amb la finalitat de canviar aquelles parts del cos que no són satisfactòries per a la pacient. En molts casos, no obstant això, hi ha raons mèdiques (per exemple, mamoplàstia de reducció quan hi ha problemes ortopèdics en la columna vertebral, o la blefaroplàstia en casos greus de blefarocalasi que fins i tot impedeixen la vista).

Aquesta divisió ha estat marcada per la societat, i els serveis de salut pública i privats (companyies d'assegurances) doncs els serveis de salut solament cobriran les despeses de Cirurgia Plàstica que estiguin relacionats a malalties congènites, adquirides i als accidents. Però no cobriran les despeses de cirurgia plàstica associats a la millorança estètica de la persona.

## Història
La història documentada de la cirurgia plàstica es remunta a l'Índia almenys a l'any 500 aC quan Sushruta publica el Sushruta Shamita, fou el precursor del penjall frontal per a reconstruir el nas; que avui coneixem com penjall indi i continua en ús. Degut al fet que el nas era considerada com un òrgan de reputació i respecte, per la qual cosa era freqüent amputar el nas o les orelles per a castigar els criminals i els habitants de pobles vençuts en una guerra, fins i tot es va arribar a pagar recompensa per cada nas o orella portada. Altres metges que es van destacar en procediments de Reconstrucció van ser: 
- Gasparo Tagliacozzi (1546 - 7 de novembre, 1599). Gasparo va publicar "De curtorem chirurgia per insitionem", en 1597 on descriu el seu penjall en el qual s'usa pell del braç per a reconstruir el nas, i també va escriure Nosaltres restaurem, reparem i tornem a fer aquestes parts del cos que la naturalesa va donar però que l'infortuni ha llevat, no tant com per a delectar la vista. Però, si prou com per a elevar l'esperit i ajudar a la ment de l'afligit. Tot i així, fou condemnat per interferir amb la creació de Déu i el seu cos va ser exhumat i sepultat en sòl no consagrat.
- Graefe va ser el primer a usar el terme plàstica en el seu lliure "Rhinoplastik" publicat a Berlín en 1818
- Zeis publicà el llibre "Handbuch der plastischen Chirurgie" en 1838 fet que va popularitzar el terme.

## Cirurgia reconstructiva
Va ser la Primera Guerra Mundial el moment en el qual s'impulsa la cirurgia plàstica tal com la coneixem avui dia, car l'enorme nombre de soldats víctimes de la guerra amb ferides per projectils que van desfigurar els seus rostres i els seus cossos va forçar la formació de centres especialitzats en reconstrucció de ferits tant a Europa com als Estats Units, on aquesta especialitat no estava reconeguda. En aquests centres sorgeixen grans cirurgians plàstics com Morestin, Sir Harold Gillies, i V.H. Kazanjian creadors de l'instrumental i tècniques de reconstrucció que encara avui dia s'utilitzen i porten els seus noms. Posteriorment durant la Segona Guerra Mundial el camp de la cirurgia plàstica incrementa i deixa d'estar més o menys confinada a la reconstrucció maxil·lofacial. Un dels col·laboradors de Harold Gillies fou el metge català Pere Gabarró i Garcia, considerat l'introductor i pare de la cirurgia plàstica a Catalunya i Espanya, i creador d'un nou tipus d'empelt anomenat en escaquer, o en tauler d'escacs.
El dermàtom fou inventat per Padget en 1939 en col·laboració amb Hood un enginyer mecànic, encara que la idea d'aparells que prenguessin empelts de pell d'un gruix constant ja havia estat desenvolupada per Finochieto, un cirurgià argentí que inventà un ganivet calibrat en 1920.
En els períodes de pau entre aquestes guerres i el posterior a la Segona Guerra Mundial hi hagué un gran desenvolupament de la cirurgia plàstica estètica.
La cirurgia plàstica és considerada pel Dr. Joseph G. McCarthy (principal autor de Plastic Surgery llibre de text de l'especialitat) com  Una disciplina quirúrgica resoledora de problemes . La cirurgia plàstica estén les seves activitats quirúrgiques no solament a la pell i els seus annexos, també als teixits adjacents en àrees del cos com la cara i la mà, el coll i la paret abdominal, les extremitats i l'aparell genitourinari, les mames i el cuir cabellut, a més s'estén en procediments que impliquen la cirurgia vascular i microvascular, cirurgia de nervis perifèrics, trasplantament de músculs i tendons i fins i tot artroplàsties i osteosíntesi encavalcant-se així amb la cirurgia ortopèdica.
Camps d'influència de la cirurgia reconstructiva:
- Fractures complicades de l'esquelet craneofacial.
- Malformacions congènites de l'esquelet craneofacial i de la cara (cirurgia de llavi i paladar enfonsat).
- Reconstrucció de la pell i estructures nervioses de la cara.
- Cirurgia oncoplàstica: reconstrucció després de cirurgia d'extirpació tumoral. Especialment en la mama i cap i coll.
- Úlceres per pressió.
- Úlceres varicoses.
- Cremades per foc directe, escaldadura, electricitat, químiques, per congelament.
- Reconstrucció de teixits tous associats a fractures prèvia o durant la cirurgia ortopèdica.
- Cirurgia de la mà: reconstrucció postraumàtica, reimplantaments, correcció de defectes congènits i per malalties degeneratives com l'artritis reumatoide.

## Cirurgia estètica
La diferència entre la cirurgia estètica i la cirurgia reconstructiva o reparadora és de vegades imperceptible, car com ja s'ha esmentat molts procediments de la cirurgia estètica venen a resoldre una malaltia que afecta la funció. I, a més, tots els procediments de cirurgia estètica estan fonamentats en uns altres amb fins reconstructius que es van desenvolupar durant les guerres, de fet podríem dir que la cirurgia estètica és un altre cas de tècniques desenvolupades durant les guerres aplicades al món civil.
La cirurgia plàstica té un gran desenvolupament en països llatinoamericans entre els quals es destaquen Colòmbia, Mèxic, Brasil, Veneçuela, Xile i Argentina, que tenen entre les seves files grans cirurgians plàstics que han fet importants aports a la cirurgia plàstica mundial.
En els desitjos dels pacients per sotmetre's a un procediment estètic és freqüent que s'ensopeguin amb xarlatans o mèdics que si bé han fet altres especialitats emmalalteixen de l'enfocament indispensable per a practicar la cirurgia plàstica pel que provocaran en les pacients més aviat danys i desil·lusió cap a la pràctica de la cirurgia estètica. De fet els procediments que ells realitzen moltes vegades disten de ser correctes, i si a això agreguem les ja per si mateix inherents complicacions possibles en aquestes cirurgies els resultats poden ser realment desastrosos. Per això és indispensable que els pacients busquin cirurgians plàstics adequadament qualificats.

## Procediments quirúrgics
Alguns dels procediments propis de la cirurgia estètica són:
- Abdominoplàstia: remodelació i reafirmació de l'abdomen.
- Dermolipectomia circular o "body lifting": remodelació del contorn del tronc.
- Blefaroplastia: cirurgia de rejoveniment de parpelles, resecció de pell i borses de greix.
- Mamoplàstia d'augment: cirurgia en la qual, mitjançant implants de solució salina o gel de silicona, s'augmenta la grandària del pit.
- Mamoplàstia reductora
- Peeling: dermoabrasió, laserteràpia que busca mitjançant cremades controlades de la pell el seu rejoveniment.
- Mastopèxia: la seva finalitat és reafirmar el pit.
- Rinoplàstia: té la finalitat de millorar estèticament el nas
- Otoplàstia: correcció dels defectes de les orelles.
- Ritidectomía (Restiramient facial): la seva meta és rejovenir la cara completament.
- Lipoescultura o liposucció: la meta és modelar el greix del cos de l'o la pacient.
- Mentoplàstia: Cirurgia d'augment de mentó.
- Injecció de materials de farciment.
- Augment de llavis